# Paray-sous-Briailles
Paray-sous-Briailles – miejscowość i gmina we Francji, w regionie Owernia-Rodan-Alpy, w departamencie Allier.

## Demografia
Według danych na rok 1990 gminę zamieszkiwało 495 osób, a gęstość zaludnienia wynosiła 22 osoby/km². W styczniu 2015 r. Paray-sous-Briailles zamieszkiwały 663 osoby, przy gęstości zaludnienia wynoszącej 29,9 osób/km².